# Орысь
Орысь — поселок в Прилузском районе республики Коми в составе сельского поселения Ношуль.

## География
Находится на расстоянии примерно 20 км на юго-запад от центра района села Объячево.

## История
Посёлок был образован в 1956 году как посёлок лесозаготовителей. В советские и первые постсоветские годы там находился лесопункт, начальная школа, фельдшерский пункт, магазины.

## Население
Постоянное население составляло 201 человек (русские 43 %, коми 36 %) в 2002 году, 123 в 2010.